# Пузырчатка малая
Пузырчатка малая (лат. Utriculária minor) — водное хищное растение, относящееся к роду Пузырчатка (Utricularia) семейства Пузырчатковые (Lentibulariaceae).

## Название
Родовое латинское название происходит от лат. Utriculus — «пузырёк», по полым пузырькам-ловушкам на листьях; русскоязычное является смысловым переводом латинского.
Видовой эпитет отражает размеры растения: побеги у Utricularia minor длиной 5–20 см, что существенно меньше, чем у пузырчатки большой (U. major) — до 150 см, и у средней (U. intermedia) — около 30 см.

## Ботаническое описание
Многолетнее травянистое растение-гидатофит с плавающими или лежачими стеблями 5–20 см длиной.
Листья 5–12 мм длиной и шириной, трёхраздельные с нитевидными дольками, голые. Ловчие пузырьки мелкие, 1–1,5 мм, расположены хаотично. Имеют перистые дуговидные щетинки, направленные к брюшной стороне пузырька.
Цветоносные стебли (стрелки) прямостоячие 5–15 см высотой с 2–4 чешуйчатыми листочками и 2–7 цветками в рыхлых кистях. Соцветия до 25 см высотой. Цветоножки длиной 0,5–1 мм, при основании имеющих маленькие прицветники. Доли чашечки округлые. Венчик 7–11 мм в поперечнике, светло-жёлтый с красно-бурыми полосками. Верхняя губа с выемкой на верхушке. Нижняя губа яйцевидная, по краям плоская. Шпорец очень короткий, конусовидный, более чем в 2 раза короче нижней губы. Пыльники около 1,5 мм, изогнутые. Пестик относительно длинный, завязь шаровидная, железистая.
Хромосомное число 2n = 40, 44.

## Распространение и экология
Ареал охватывает Скандинавию, Центральную и Западную Европу, Японию, Среднюю Азию и Северную Америку.
На территории России произрастает на Европейской части, в Западной и Восточной Сибири, на Дальнем Востоке и Кавказе.
Встречается в небольших водоёмах со стоячей водой, озерках и канавах, на мокрых торфяных болотах (особенно на небольших мочажинах).

## Классификация

### Таксономическое положение
- Utricularia minor L., 1753, Sp. Pl. : 18

Вид Пузырчатка малая относится к роду Пузырчатка (Utricularia) семейства Пузырчатковые (Lentibulariaceae) порядка Ясноткоцветные (Lamiales), который включается в кладу Ламииды, последовательно входящую в более крупные клады Астериды → Суперастериды → Эвдикоты → Цветковые растения. Таксономическая схема в соответствии с Системой APG IV по состоянию на декабрь 2023 года:
|  |                          |  |                                   |                                   |                         |  | еще 23 семейства | еще 23 семейства |                      |  |  |  | еще 270 подтвержденных видов и 23 таксона, ожидающих подтверждения |
|  |                          |  |                                   |                                   |                         |  | еще 23 семейства | еще 23 семейства |                      |  |  |  | еще 270 подтвержденных видов и 23 таксона, ожидающих подтверждения |
|  |                          |  |                                   | порядок Ясноткоцветные            |                         |  |                  |                  | род Пузырчатка       |  |  |  |                                                                    |
|  |                          |  |                                   | порядок Ясноткоцветные            |                         |  |                  |                  | род Пузырчатка       |  |  |  |                                                                    |
|  | клада Цветковые растения |  |                                   |                                   | семейство Пузырчатковые |  |                  |                  | вид Пузырчатка малая |  |  |  |                                                                    |
|  | клада Цветковые растения |  |                                   |                                   | семейство Пузырчатковые |  |                  |                  |                      |  |  |  |                                                                    |
|  |                          |  | ещё 63 порядка цветковых растений | ещё 63 порядка цветковых растений |                         |  |                  | еще 2 рода       | еще 2 рода           |  |  |  |                                                                    |
|  |                          |  |                                   | ещё 63 порядка цветковых растений |                         |  |                  |                  | еще 2 рода           |  |  |  |                                                                    |

### Синонимы
- Lentibularia minor (L.) Raf.
- Utricularia minor f. natans Komiya
- Utricularia minor f. platyloba (J.Meister) Glück
- Utricularia minor f. stricta Komiya
- Utricularia minor f. terrestris Glück
- Utricularia minor var. multispinosa Miki
- Utricularia minor var. platyloba J.Meister
- Utricularia multispinosa (Miki) Miki
- Utricularia nepalensis Kitam.
- Utricularia rogersiana Lace